# اندرو ون در بیل
اندرو ون در بیل (هلندی: آن وان در بیل ,[ˈɑ.nə vɑn dər bɛi̯l] ; زاده ۱۱ مه ۱۹۲۸- درگذشته۲۷ سپتامبر ۲۰۲۲)، که در کشورهای انگلیسی زبان به نام برادر اندرو نام برده می‌شود، یک مبشر مسیحی هلندی و مؤسس سازمان مسیحی درهای باز بود. بیچل به دلیل قاچاق غیرقانونی انجیل و نظایر ادبیات مسیحی به کشورهای کمونیستی در دوره‌های جنگ سرد مشهور بود و به دلیل کارهایش به وی نسبت «قاچاقچی خدا» لقب داده بودند.

## زندگی‌نامه
ون در بیل در سینت پانکراس، هلند، درتاریخ ۱۱ مه ۱۹۲۸، چهارمین فرزند از ۶ فرزند یک آهنگر بی نوا و یک مادر درمانده متولد شد. در دهه ۱۹۴۰در تداول انقلاب ملی اندونزی در ارتش استعماری هند شرقی هلند اسم‌نویسی نمود. بعد از اینکه در قتل‌عام مردمان روستایی اندونزی در حالی که به عنوان سرباز کار می‌نمود، شرکت داشت، یک دوره اندوه و استرس نرم‌خوی شدید را تحمل نمود و بعد از این در رواج جنگ از بخش مچ پا مجروح گردید. در طول دوره تجدید اسکان، وی آغاز به تلاوت کتاب مقدسی نمود که مادر او به او واگذار کرده بود، و در انتها به مسیحیت گروید. در سال ۱۹۵۳، ون در بیجل در دانشکده آموزشی مبلغان دبلیو یی سی در گلاسکو، اسکاتلند تحصیل نمود.

## وزارت
در ژوئیه ۱۹۵۵، ون در بیل برای شرکت کردن در پنجمین جشنواره جهانی جوانان و دانشجوها در ورشو از لهستان کمونیستی دیدار نمود، مکانی که یک کتاب فروشی مسیحی به او در رابط محدودیت انجیل در اتحاد جماهیر شوروی این گونه بیان نمود. او در یک تور کمونیستی زیر نظر دولت به چکسلواکی، که تنها مسیر قانونی برای رفتن به این کشور بود، نام‌نویسی کرد و طی آن تور را ترک نمود تا با گروه‌های مسیحی بومی دیدار نماید. بعدها در همان سال، ون در بیجل درهای باز را بنیانگذاری نمود، یک مأموریت غیر دینی که از مسیحی‌ها تحت آزار و شکنجه حمایت می‌نمود. درهای باز در قاچاق انجیل و ادبیات مسیحی، عرضه آموزش برای پیشروان مسیحی، و عرضه حمایت مالی و نظایر موردهایی برای مسیحی‌ها تحت آزار و اذیت مشارکت نمود.
در سال ۱۹۵۷، ون در بیجل با یک ماشین فولکس واگن بیتل به پایتخت اتحاد جماهیر شوروی، به شهر مسکو سفر کرد، که بعد از این سفرش به نماد درهای باز تبدیل گردید. یک زوج پیرتر به اسم وهستراس، ماشین نوین خودش را به او داده بودند، چون آنان در باره آن دعا نموده بودند و بر این باور بودند که ون در بیجل به ماشین نیازمند است. مردی که در آمرسفورت زندگی می‌نمود، کارل دو گراف، تقاضا کرد که خداوند به او این چنین گفته‌است که به واندر بیجل رانندگی را تعلیم دهد. بعد از این، وقتی که ون در بیجل در یک اردوگاه پناهندگان در آلمان غربی بود، فیلیپ ویتسترا با ون در بیجل تماس گرفت تا به خانه نوین وهستراس در آمستردام هلند بیاید.
گرچه ون در بیجل قوانین کل کشورهایی را که از آنان بازدید می‌نمود با آوردن متن‌های دینی زیر پا می‌گذاشت، ولی بیشتر وقتی که در ایست‌های بازرسی پلیس معطل می‌شد، این مطلب‌ها را به نام نشانه ای از دلگرمی اش به چیزی که باور داشت حمایت خداوند می‌باشد، در نظر می‌گرفت.
ون در بیجل در دهه ۱۹۶۰، بعد از اینکه انقلاب فرهنگی سیاست خصومت آمیزی را نسبت به مسیحیت و دیگر دین‌ها تشکیل نمود، در دوره‌ها به سازش پرده بامبو از چین دیدار کرد. وی زمانی که به چکسلواکی رفت که اختناق بهار پراگ توسط نیروهای شوروی به آزادی کمی مذهبی در آن محل پایان داد. او با مسیحی‌های کشور چک دیدار نمود و انجیل را به نیروهای تهاجمی و اشغال گر روسیه داد. در اندازه آن دهه، او همچنین نخستین دیدارهای خود را از کوبا انجام داد، که بازدید از آن برای او نسبتاً آسان بود چون این کشور برای آوردن انجیل پس از انقلاب کوبا نیازمند به ویزا از مردمان هلندی نبود.
در آن وقت، این همه سازمان مسیحی، همانند انجمن انجیل آمریکا و هیئت مأموریت خارجی کنوانسیون باپتیست جنوبی، از قاچاق کتاب مقدس حمایت ننموده و آن را مخاطره آمیز و بی‌تاثیر خواندند و اشاره نمودند که انجیل‌ها «مستقلانه به فروش می‌رسند». در بعضی از کشورهای پرده آهنین خبرچی‌های «کا گ ب» در نهایت به درهای باز نفوذ نمودند و «کا گ ب» کارهای ون در بیجل را ردیابی نمود.

### قاچاقچی خدا
در سال ۱۹۶۷، ون در بیجل نخستین نسخه از قاچاقچی خدا را که با جان و الیزابت شریل تحریر گردیده بود، انتشار نمود. «قاچاقچی خدا» که یک زندگی‌نامه می‌باشد، داستان زمان بچگی، گرویدن به دین مسیحیت و ماجراجویی‌های او را به نام یک قاچاقچی کتاب مقدس در پشت پرده آهنین نقل می‌نماید. به دلیل واقع شدن در معرض مجلات بعد از این کتاب، ون در بیجل قاچاق شخصی انجیل و ادبیات مسیحی به کشورهای دیگر را متوقف نمود و به تبلیغ انجیل و کمپین‌های جمع‌آوری کمک‌های مالی در آمریکای شمالی و اروپا برای حمایت از درهای باز روی آورد. تا سال ۲۰۲۲، بیش از ۱۰ میلیون نسخه به فروش رسید و به ۳۵ زبان انتشار گردید. یک کتاب کمیک انتخابی از قاچاقچی خدا در سال ۱۹۷۲ توسط کمیک‌های مسیحی مناره انتشار شد.

## زندگی بعدی
بعد از نابودی کمونیسم در اروپا، ون در بیجل تمرکز خود را به خاورمیانه متمایل نمود و برای استحکام کلیسا در جهان اسلام تلاش نمود و چندین دفعه در دهه ۱۹۷۰ از لبنان دیدار نمود. در دهه ۱۹۹۰، ون در بیجل بار دیگر چندین برابر بیشتر به خاورمیانه سفر نمود. وی در کتاب نیروی نور خود از کلیساهای عربی و لبنانی در لبنان، اسرائیل و ناحیه‌های تحت اشغال اسرائیل این گونه سخن می‌گوید که از برخورد نمودن با یک هموطن مسیحی خارج از کشور ابراز خوشنودی می‌نماید چون آنان این احساس را در دل می‌پرورانند که کلیسا در جهان غرب بیشتر پنهان گرفته می‌شود. آنان به همین اساس، ون در بیجل و یکی از همراه‌های خودش که، ال جانسن بود، از پیشروان حماس و ساف، از قبیل احمد یاسین و یاسر عرفات دیدار نمودند. عرفات به وان دی بیجل این اجازه را داد تا یک فروشگاه کتاب مسیحی در نوار غزه بازگشایی نماید. در این سفر، وان در بیجل همچنین در دانشگاه اسلامی غزه در رابط مسیحیت سخنانی گفت. دیدارهای بعدی همچنین مثل سفرهایی به پاکستان در دهه ۲۰۱۰ بود، محلی که وان در بیجل تلاش نمود که با گروه طالبان گفت و گو نماید. ون در بیجل از هجوم ایالات متحده به افغانستان در سال ۲۰۰۱ و هجوم سال ۲۰۰۳ به عراق نظراتی نمود و این گونه بیان نمود که مسیحی‌های انجیلی آمریکایی بیش از اندازه از این جنگ‌ها حمایت می‌کنند. او همچنین از کشته شدن اسامه بن لادن نظراتی گفت و پیش از این رخداد برای او دعا نموده بود و این عملیات را «کشتار» خوانده بود.
دهمین کتاب ون در بیجل، مؤمنان مخفی: چه اتفاقی رخ می‌دهد زمانی که مسلمان‌ها به مسیح ایمان می‌آورند، در سال ۲۰۰۷ منتشر گردید.
ون در بیجل در تاریخ ۲۷ سپتامبر ۲۰۲۲ در سن ۹۴ سالگی فوت کرد. وی به اندازه ۵۹ سال با همسرش کوری (زاده ۱۹۳۱–درگذشته ۲۰۱۸) ازدواج کرده بود. آنان در هلند به زندگی خود ادامه داده بودند و ۵ فرزند و ۱۱ نوه از آنان برجای ماند. در هنگام مرگ بیجل، درهای باز در بیش از ۶۰ کشور انفعال بود. این وزارتخانه سالانه ۳۰۰٬۰۰۰ کتاب مقدس و ۱٫۵ میلیون کتاب و نوشته‌های مسیحی را توزیع می‌نماید. این گروه در عرضه امداد، کمک، گسترش جامعه، و مشاوره تروما انفعال می‌باشد، در حالی که از مسیحی‌ها زیر شکنجه آزار و اذیت در کل جهان حمایت می‌نماید.